# Astra Vagoane Călători
Die SC Astra Vagoane Călători SA (dt. „Astra Personenwagen“) ist ein rumänischer Hersteller von Schienenfahrzeugen für den Personenverkehr. Firmensitz ist Arad.

## Geschichte

### Weitzer János Rt.

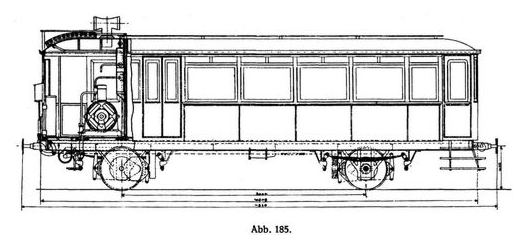
Benzinelektrischer Triebwagen der Aradi és Csanádi Egyesült Vasutak

Die 17 Weitzer-Triebwagen der Straßenbahn Timișoara wurden 1898/99 gebaut

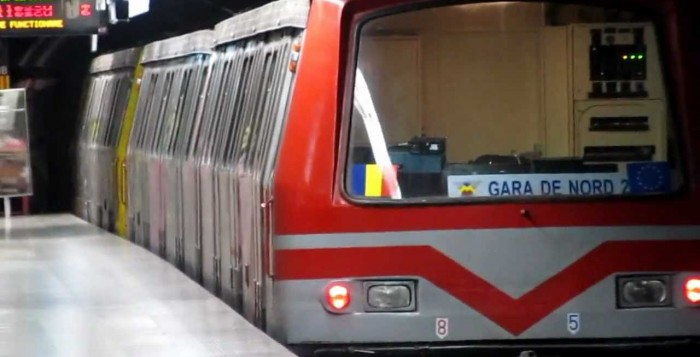
Zug der Metro Bukarest

Der österreichische Industrielle Johann Weitzer (1832–1902) gründete 1891 die Aktiengesellschaft Weitzer János Gép,- Waggongyár és Vasöntöde Részvénytársaság, Arad (dt. Johann Weitzer Maschinen-, Waggonbau und Eisengießerei Aktiengesellschaft). Das Unternehmen war ein Ableger der 1854 ebenfalls von ihm gegründeten Grazer Wagen- und Waggonfabrik AG vorm. Joh. Weitzer, Weitzer János ist die magyarisierte Form seines Namens. Ab 1903 schrieb das Arader Unternehmen mit dem Weitzer-De Dion-Bouton-Triebwagen Eisenbahngeschichte, dieses benzinelektrisch angetriebene Fahrzeug war der erste in Serie produzierte Verbrennungstriebwagen Europas.

### Fabrica de automobile și vagoane Astra
Die Fabrica de automobile și vagoane Astra (dt. Astra Automobil- und Waggonfabrik) in Arad entstand 1921 durch den Zusammenschluss der Magyar Automobil Részvény Társaság Arad (dt. Ungarische Automobil AG Arad) mit der Weitzer János Rt. Die Produktion war überwiegend auf Lastkraftwagen, Omnibusse und Straßenbahnen ausgerichtet. Zwischen 1922 und 1926 baute das Unternehmen unter der Markenbezeichnung Astra auch Personenkraftwagen. Das einzige Modell hieß 45/60 HP und war ein großes Fahrzeug mit Vierzylindermotor, 8000 cm³ Hubraum und 60 PS Leistung.
Nach dem Zweiten Weltkrieg und der kommunistischen Machtübernahme in Rumänien wurde das Unternehmen verstaatlicht. Der Betrieb war der größte Güterwagenhersteller Rumäniens.

### Astra Vagoane Arad und Astra Vagoane Călători
Bei der Privatisierung 1998 wurde Astra Vagoane aufgeteilt; die Güterwagensparte wurde als Astra Vagoane Arad SA auf dem internationalen Kapitalmarkt angeboten, die Personenwagensparte wurde als SC Astra Vagoane Călători SA eine Aktiengesellschaft mit rumänischem Kapital.
Die Güterwagensparte wurde 1999 zu 70 Prozent vom US-amerikanischen Schienenfahrzeughersteller Trinity Industries gekauft und 2006 an International Railway Systems (IRS) verkauft, die ihren offiziellen Firmensitz in Luxemburg hatte. Anfang November 2011 mussten die rumänischen IRS-Töchter Insolvenz anmelden. 2012 wurde das Werk von Astra Rail Industries gekauft.

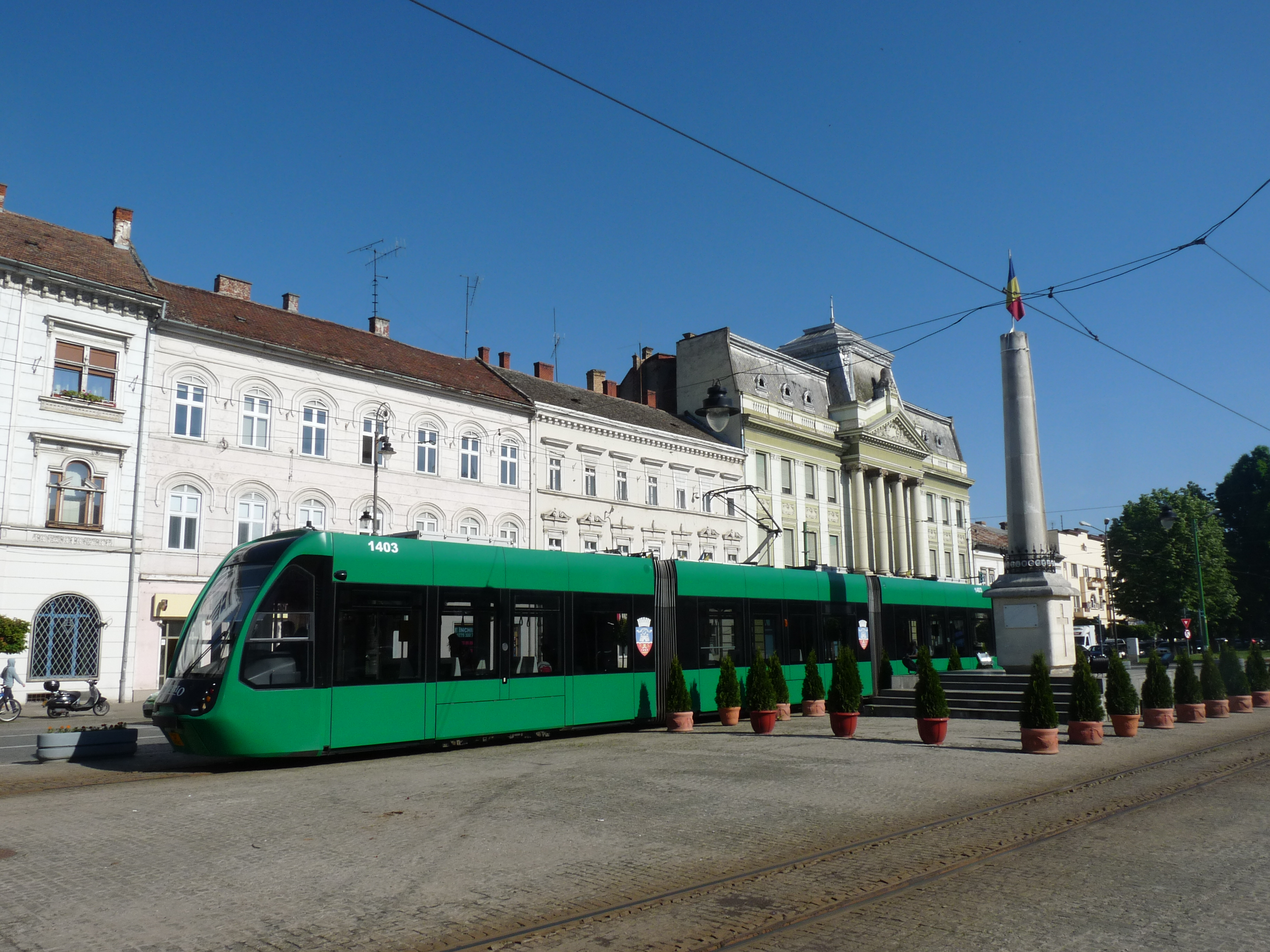
Straßenbahn des Typs Imperio

Die SC Astra Vagoane Călători SA stellt heute Reisezugwagen und Straßenbahnen her.
- Waggons: Im Programm sind Reisezugwagen vom Typ der Eurofima-Wagen.[6]
- Straßenbahnen:
  - In Arad sind seit 2014 die ersten sechs Züge des Typs „Imperio“ im Einsatz. Es handelt sich um dreiteilige Kurzgelenkwagen, die mit Unterstützung von Siemens in Anlehnung an deren Typ „Avenio“ konstruiert wurden.[8]
  - Für die Straßenbahn Timișoara hat Astra vorhandene Wagen zum Typ Armonia umgebaut und modernisiert.[9][10]
  - Des Weiteren wurde für Timișoara aus dem „Imperio“ der neue Typ „Autentic“ entwickelt, mit dem im Oktober 2016 erste Probefahrten stattfanden.[9][11]